# Flobafeni
I flobafeni sono sostanze fenoliche di colore rosso scuro, presenti come coloranti in molti vegetali. Il nome deriva dalla radice greca φλoιὀς (phloios) che significa corteccia, e βαφή (baphe) che vuol dire "colorante". Alcuni sono noti come "Tannino rosso", poiché derivanti dal trattamento del tannino con acidi minerali.

## Flobafeni presenti in Natura
Queste sostanze sono diffuse nella corteccia, nel pericarpo, nel glume e nella copertura di molti semi come pigmenti. Si trovano inoltre nei petali di molti fiori, definendone i colori marrone e nero.
Esistono alcune varietà di mais che possiedono questi pigmenti a livello del pericarpo dei semi. I flobafeni sono infatti sintetizzati attraverso la via dei flavonoidi mediante la polimerizzazione dei flavan-4-oli, guidata dalla presenza del gene regolatore P1 (pericarp color1). Alcune di queste varietà sono ancora coltivate a livello locale in alcune zone del Nord Italia, allo scopo di recuperare la biodiversità derivante dalle coltivazioni di origine autoctona. Inoltre si ritiene che i flavonoidi e i flobafeni presenti possano essere importanti da un punto di vista nutrizionale, in quanto il mais è facilmente utilizzabile per l'alimentazione umana (si pensi ai tipici piatti a base di polenta del Nord Italia), ed essi svolgono un'azione antiossidante potenzialmente benefica per molte malattie croniche.